# Roberto Drago
Roberto Drago   (Lima, 28 de juliol de 1923 - Lima, 24 d'octubre de 2014) fou un futbolista peruà de la dècada de 1940 i entrendor.
Fou 30 cops internacional amb la selecció del Perú. Pel que fa a clubs, defensà els colors de Deportivo Municipal, Racing Club i Independiente de Medellín.
Un cop retirat destacà com a entrendor a clubs com Sport Boys. Clubs dirigits:
- 1966: Sport Boys
- 1967: Deportivo Municipal
- 1969-1972: Deportivo Municipal
- 1977: Atlético Chalaco
- 1978-1979: Atlético Chalaco
- 1979: Deportivo Municipal